# Jablonové, Malacky
Jablonové este o comună slovacă, aflată în districtul Malacky din regiunea Bratislava. Localitatea se află la altitudinea de 229 m deasupra n.m., se întinde pe o suprafață de 13,18 km2 și în 2017 număra 1.285 de locuitori.

## Istoric
Localitatea Jablonové este atestată documentar din 1206.

## Demografie
| An:                | 1994 | 2004   | 2014    | 2024    |
| ------------------ | ---- | ------ | ------- | ------- |
| Număr de persoane: | 1027 | 1082   | 1206    | 1429    |
| Diferență:         |      | +5,35% | +11,46% | +18,49% |

| An:                | 2023 | 2024   |
| ------------------ | ---- | ------ |
| Număr de persoane: | 1419 | 1429   |
| Diferență:         |      | +0,70% |